# Spinale musculaire atrofie
Spinale musculaire atrofie, afgekort tot SMA, is de verzamelnaam voor een groep spierziekten, ook wel neuromusculaire aandoeningen genoemd. Oorzaak van deze aandoeningen is aantasting van de motorische zenuwcellen in het ruggenmerg met een slechte spierfunctie tot gevolg.
Er zijn drie verschillende typen:
- SMA type I (ziekte van Werdnig-Hoffmann). Dit type doet zich alleen voor bij baby's en heeft een ernstig verloop door verlamming van de ademhalingsspieren. De baby's worden vaak dood geboren of overlijden voor het tweede levensjaar.
- SMA type II. Openbaart zich bij kinderen tussen de zes en achttien maanden. Door latere openbaring kunnen kinderen nog wel normaal leren lopen en zitten.
- SMA type III (ziekte van Wohlfart-Kugelberg-Welander). Openbaart zich meer dan 18 maanden na de geboorte. De mildste en vaakst voorkomende vorm van SMA.

## Oorzaak
De ziekte ontstaat, doordat het lichaam te weinig eiwitten aanmaakt van een eiwitsoort die de zenuwcellen aanstuurt. De verschijnselen kunnen zich op elke leeftijd openbaren. SMA wordt autosomaal recessief overgedragen. De oorzaak ligt waarschijnlijk op chromosoom 5 waarbij 2 genen betrokken zijn. Kinderen kunnen SMA krijgen als beide ouders symptoomloze dragers zijn. Door een defect van het SMN-gen worden de motorische voorhoorncellen aangetast.

## Diagnose
De diagnose wordt meestal gesteld met een DNA-onderzoek, waarmee in 92% van de gevallen SMA wordt vastgesteld. Als het na DNA-onderzoek niet duidelijk wordt of er een afwijking is, is het mogelijk om afwijkende spieractiviteit te meten met een elektromyogram of om een spierbiopt te nemen.

## Verloop
Over het algemeen verlopen de drie typen hetzelfde. De spierfunctie van patiënten neemt vrijwel normaal toe tot de openbaring van de ziekte, waarbij de spierfunctie afneemt omdat de spieren vanwege de aantasting van de zenuwen niet (kunnen) worden gebruikt. De directe gevolgen zijn afhankelijk van de leeftijd waarop de ziekte zich openbaart. Een baby heeft nog niet zoveel spierkracht kunnen ontwikkelen waardoor de achteruitgang van de spierfunctie door SMA vrijwel altijd dodelijk is, terwijl een volwassene meer spierkracht kan missen zonder dat de gevolgen ernstig zijn.
De snelheid waarmee de spierfunctie afneemt hoeft niet constant te zijn. Door bijvoorbeeld lange tijd een bepaalde handeling niet uit te voeren, bestaat de mogelijkheid dat men deze handeling niet meer zal kunnen uitvoeren. Na een korte periode waarin men in bed heeft moeten blijven, door bijvoorbeeld een andere ziekte, hebben patiënten veel moeite om handelingen opnieuw te kunnen uitvoeren en kunnen sommige handelingen niet meer uitgevoerd worden.
Een veelvoorkomend gevolg van de aandoening is scoliose, een vergroeiing van de wervelkolom.

## Behandeling
SMA was tot voor kort niet te genezen. De gevolgen van de ziekte kunnen tot op zekere hoogte behandeld worden. Er zijn hoopvolle behandelingen met gentherapie gestart.
Er zijn een aantal middelen die ingezet worden.
Nusinersen (Spinraza) van fabrikant Biogen stimuleert het lichaam om een variant van het ontbrekende eiwit aan te maken. het middel werd eind 2016 toegelaten in de VS. Dit middel is alleen bewezen effectief bij kinderen tot 9,5 jaar. In Nederland zijn dat ongeveer honderd patiënten die voor vergoeding van de behandeling door de zorgverzekering in aanmerking komen. Over de effecten voor patiënten boven deze leeftijd is onvoldoende bekend. Patiënten boven deze leeftijd komen in Nederland, onder voorwaarden, mogelijk ook in aanmerking voor behandeling. De fabrikant vraagt voor de behandeling met dit middel in het eerste jaar 500.000 euro en in volgende jaren 250.000 euro. In België, Frankrijk en Duitsland wordt het middel voor elke leeftijdsgroep vergoed.
Onasemnogene abeparvovec (Zolgensma) is gentherapie dat gebruik maakt van 'self-complementary adeno-associated virus type 9' (scAAV-9) als vector voor SMN1. Het middel werd in de VS in 2019 toegelaten voor intraveneuze behandeling van kinderen jonger dan 24 maanden. Toelating in de Europese Unie en Japan volgden. Zolgensma stond in 2021 met bijna 2 miljoen euro per behandeling bekend als het duurste medicijn ter wereld. In oktober 2021 werd een prijsakkoord bereikt waarmee het middel voor vergoeding in aanmerking komt.
Risdiplam (Evrysdi) wordt als orale medicatie (vloeibaar) gebruikt. Het is een pyridazinederivaat dat werkt door het vermeerderen van het beschikbare functionele eiwit van de motorische zenuwen dat door SMN2 aangemaakt wordt. Risdiplam werd in augustus 2020 toegelaten in de VS, waarna andere landen volgden.
Fysiotherapie is gericht op bewegings- en houdingsadvies. Hiermee wil men bereiken dat spierfuncties zo lang mogelijk gebruikt kunnen worden door deze te stimuleren met (spier)bewegingen.
Ergotherapie kan helpen bij het aanpassen van materiaal en hulp bieden bij de aanvraag van voorzieningen om zo de kwaliteit van het leven te vergroten en comfortabel te zitten/liggen/vervoeren.
Beademing - Door spierverslapping kan, zoals bij veel spierziekten, kunstmatige beademing nodig zijn. In een vroeg stadium is dit alleen ter ondersteuning, maar in een later stadium wordt de patiënt vrijwel afhankelijk van beademingsapparatuur.

## Websites
- Wat is SMA? van de VSN
- Spierziekten Vlaanderen info over SMA van patiëntenvereniging Spierziekten Vlaanderen vzw
- www.teamjayme.nl Blog over de Behandeling met Zolgensma.